# Batesville (Indiana)
Batesville – miasto w Stanach Zjednoczonych, w stanie Indiana, w hrabstwie Franklin.